# Ореро
Ореро (итал. Orero) је насеље у Италији у округу Ђенова, региону Лигурија.
Према процени из 2011. у насељу је живело 97 становника. Насеље се налази на надморској висини од 430 м.

## Становништво
Према резултатима пописа становништва 2011. у општини је живело 604 становника.
| 1931. | 1936. | 1951. | 1961. | 1971. | 1981. | 1991. | 2001. | 2011. |
| ----- | ----- | ----- | ----- | ----- | ----- | ----- | ----- | ----- |
| 1.015 | 1.042 | 1.006 | 886   | 766   | 674   | 610   | 610   | 604   |